# Keefer Joyce
Pour les articles homonymes, voir Joyce.
Keefer Joyce est un bobeur canadien, né le 21 janvier 1994.

## Biographie
Il remporte aux Championnats du monde de la FIBT 2019 la médaille d'argent en équipe mixte.

## Palmarès

### Championnats du monde
- : médaillé d'argent en équipe mixte aux Championnats du monde de la FIBT 2019.